# Ferdinand Ludwig Streng
Ferdinand Ludwig Streng (* 7. Januar 1786 in Frankfurt am Main; † 6. August 1857 ebenda) war ein Politiker der Freien Stadt Frankfurt.
Ferdinand Ludwig Streng war Handelsmann in Frankfurt am Main. Von 1847 bis 1857 war er als Ratsverwandter Mitglied im Senat der Freien Stadt Frankfurt. Er gehörte dem Gesetzgebenden Körper 1830, von 1841 bis 1847 und von 1850 bis 1856 an. Von 1822 bis 1847 war er Mitglied der Ständigen Bürgerrepräsentation.